# Peder Horrebow (1728–1812)
Peder Horrebow, född 1728 (döpt den 14 september i Köpenhamn), död där den 14 december 1812, var en dansk astronom, son till Peder Nielsen Horrebow.
Horrebow blev student 1746, magister 1755, 1763 titulär professor, deltog 1769 tillsammans med Ole Nicolai Bützow i en resa till Norges nordligaste delar för att observera Venuspassagen, en resa vars resultat är okänt. Horrebows astronomiska verksamhet skall ha inskränkt sig till små avhandlingar. Däremot har han med stor flit samlat en översikt över Danmarks väderförhållanden (1780). Han dog ogift.
Efter sin egen mening skulle han vara kvalificerad att bli brodern Christians efterträdare, men en inspektion av Observatoriet, där han var observator, företagen efter Konsistoriums order av professorerna Christian Gottlieb Kratzenstein och Christen Hee, föll ut på det sättet, att Horrebow knappast fick någon anbefallning från Köpenhamns universitet. Professuren blev 1777 besatt med Thomas Bugge och Horrebow fick pension, som han åtnjöt i 35 år.